# Möhra
Möhra is een dorp in de Duitse gemeente Moorgrund in  Thüringen. De gemeente maakt deel uit van het Wartburgkreis. Möhra wordt voor het eerst genoemd in een oorkonde uit 1257. In 1994 werd de tot dan zelfstandige gemeente gevoegd bij Moorgrund.